# Illice nigromaculata
Illice nigromaculata är en fjärilsart som beskrevs av Gottfried Christian Reich 1933. Illice nigromaculata ingår i släktet Illice och familjen björnspinnare. Inga underarter finns listade i Catalogue of Life.